# Nago-Torbole
Nago-Torbole là một đô thị ở Trentino ở vùng Trentino-Alto Adige/Südtirol của Ý, tọa lạc cách 30 km về phía tây nam của Trento on the shores of Lake Garda. Tại thời điểm ngày 31 tháng 12 năm 2004, đô thị này có dân số 2.434 người và diện tích là 28,4 km².
Đô thị Nago-Torbole có các frazioni (đơn vị trực thuộc, chủ yếu là các làng) Torbole, Nago, và Tempesta.
Nago-Torbole giáp các đô thị: Arco, Riva del Garda, Mori, Molina di Ledro, Brentonico, và Malcesine.